# Dragan Jurily
Dragan Jurily es un deportista croata que compitió en taekwondo. Ganó una medalla de oro en el Campeonato Europeo de Taekwondo de 1994, en la categoría de –76 kg.

## Palmarés internacional
| Campeonato Europeo | Campeonato Europeo | Campeonato Europeo | Campeonato Europeo |
| Año                | Lugar              | Medalla            | Categoría          |
| ------------------ | ------------------ | ------------------ | ------------------ |
| 1994               | Zagreb (Croacia)   | Medalla de oro     | –76 kg             |